# جبل ناحت
جبل ناحت  يقع في الشرق من مدينة بارق في أقصي الجنوب الغربي للمملكة العربية السعودية. يبلغ ارتفاعه حوالي 1600 متر فوق سطح البحر. يقع بالتحديد جنوب جبل اثرب ويطل على بلاد ال جبلي وال سباعي ويقع شرق بارق ويعتبر من روافد وادي الواددين ووادي المرارة ووادي الركس .